# 重庆平山机械厂
重庆平山机械厂是三线建设期间迁往西南地区的国防厂之一，原编号257厂，1956年从内蒙古迁往重庆市南桐矿区，生产高射炮炮身。
平山机械厂旧址位于南桐镇九龙村、峡口村、温泉村之间，省道303以北区域。该地具有典型的喀斯特地貌特征，有大量峡谷及溶洞。建厂时出于防空考虑，平山厂旧址位于山谷之中，房顶全部涂成黑色，最重要的第一车间整体建在溶洞之中，俗称“洞子车间”。建设洞子车间时有两名解放军战士（姓名不详）牺牲。
1984年重庆平山机械厂纳入国家“八五”三线调整计划，于1990年起逐步由南桐矿区深山中的厂址迁往靠近城区的巴南区鱼洞镇，并于1999年合并入大江工业集团。